# Agostino Viviani
Agostino Viviani (Siena, 10 dicembre 1911 – Milano, 20 febbraio 2009) è stato un avvocato, politico e giurista italiano.

## Biografia
Agostino Viviani si laureò in Giurisprudenza all'Università degli Studi di Siena con 110/110 lode e pubblicazione con una tesi su Il patrimonio familiare, un istituto poi entrato nel codice civile.
Sin da giovanissimo dimostrò la sua non-adesione al fascismo, rifiutando l'iscrizione al gruppo universitario fascista; dovette perciò, unico universitario di Siena, svolgere il servizio premilitare con gli operai e i contadini del senese, con i quali strinse i legami di solidarietà che dovevano caratterizzare la sua attività professionale e politica. Pur non essendo mai stato iscritto al partito fascista superò l’esame di abilitazione per l’esercizio della professione di avvocato nel 1934 ed esercitò la professione forense a Siena fino al 1952, facendo parte, dopo la liberazione, del Consiglio dell'Ordine di Siena.
Aveva iniziato l'attività politica, aderendo al Partito d'Azione dal 1937; colpito da mandato di cattura da parte del Tribunale speciale per la difesa dello Stato, dovette darsi alla latitanza fino alla Liberazione.
Fece parte del Comitato di Liberazione Nazionale per la provincia di Siena e nel 1945 entrò a far parte della Consulta Nazionale, ultimo parlamento prerepubblicano, lavorando, in particolare, nella Commissione Lavoro.
Nell'esercizio dell'attività forense, in cui eccelse anche per le eccezionali doti oratorie, si distinse nella difesa dei lavoratori, prendendo parte attiva, sul finire degli anni '40 e nei primi anni '50 alla difesa dei mezzadri, nella loro battaglia contro i grandi proprietari terrieri, difendendoli in sede penale quando furono accusati di appropriazione indebita per avere trattenuto il 60% invece del 50% del prodotto.
Partecipò con Lelio Basso ed Umberto Terracini ad importanti processi di natura politica, fra i quali quello di Abbadia San Salvatore per i fatti che seguirono all'attentato a Togliatti, nel luglio 1948. Fece parte del collegio di difesa della parte civile nel processo di fronte alla Corte d'assise di Lucca per i gravi delitti commessi dai nazi-fascisti nella famigerata “Villa Triste” di Firenze.
Nel 1952, su invito di Lelio Basso, si trasferì a Milano, dove esercitò la professione forense, partecipando a numerosi processi politici ivi compresi quelli per i fatti di Reggio Emilia, durante il governo Tambroni, e per i fatti di via Larga.
Collaborò a riviste giuridiche, pubblicando numerosi saggi dedicati, per lo più, al processo penale ed alle sue degenerazioni.
Giornalista pubblicista, collaborò a vari giornali e riviste politiche; è stato consigliere prima e presidente poi della Società Umanitaria, prestigioso ente culturale milanese; consigliere del gruppo di autoformazione politica Vallardi; consigliere comunale, assessore e sindaco di Mortara negli anni Sessanta, carica dalla quale si dimise per sopravvenuti dissensi col PSI, nel quale era confluito dopo lo scioglimento del Partito d'azione.
Fu eletto senatore della Repubblica nelle liste del PSI nel 1972. Partecipò, su designazione del ministro di Grazia e Giustizia, alla Commissione consultiva per la riforma del codice di procedura penale, anche nella sua qualità di presidente della Commissione Giustizia. Durante la sua presidenza, la commissione elaborò ed approvò importanti disegni di legge quale la riforma del diritto di famiglia (Legge 19 maggio 1975 n.151); le indubbie difficoltà della materia vennero superate anche attraverso la costituzione di una sottocommissione, pur essa presieduta dal senatore Viviani. Sulla riforma, il 5 febbraio 1975, pronunciò un discorso al Senato, ricordandone gli obiettivi primari: “riconoscimento della perfetta parità dei coniugi; riconoscimento della funzione e della posizione che la donna ha saputo guadagnarsi nella società e nella famiglia; riconoscimento della priorità dell'interesse dei figli siano essi nati nel matrimonio o fuori dal matrimonio”.
Altra importante legge fu quella di riforma dell'ordinamento penitenziario (legge 26 luglio 1975) che introduceva nel sistema italiano una nuova regolamentazione legislativa. Partecipò anche all'elaborazione della legge sulla disciplina degli stupefacenti e sostanze psicotrope (Legge 22 dicembre 1975 n.685).
Nella successiva legislatura, rieletto all'unanimità presidente della Commissione Giustizia del Senato, seguì la formazione e l'approvazione di leggi di rilievo quali: “Norme per la tutela sociale della maternità e sulla interruzione volontaria della gravidanza” (Legge 22 maggio 1978 n.194);  “Disciplina delle locazioni di immobili urbani” (Legge 27 luglio 1978 n.392), ambedue assegnate, in prima lettura, al Senato e trattate dalla Commissione Giustizia.
Fu proponente, unico firmatario, del disegno di legge sulla responsabilità civile del magistrato, per porre un argine all'uso incontrollato e spesso illegale della funzione giurisdizionale; la proposta non aveva precedenti legislativi e dette luogo ad ampie discussioni nonché a polemiche ed attacchi specie da parte dell'Associazione Magistrati, che indussero il PSI a non ricandidarlo alle elezioni del 1979.
Riprese l'attività professionale che aveva del tutto abbandonato durante il mandato parlamentare e, nel 1981, si dimise dal PSI per dissensi con la sua linea politica, continuando però ad occuparsi di problemi politici e sociali, soprattutto per quanto riguarda i diritti della persona ed in particolare il diritto alla difesa ed al giusto processo.
A questo proposito, si può ricordare il libro intervista di Antonio Giulio Loprete, Ingiustizia e illegalità di Stato in Italia, nel quale si affrontano i problemi relativi al processo penale, con particolare riferimento all'uso ed all'abuso del principio del libero convincimento. Già da allora Agostino Viviani poneva anche il problema dell'eccessivo credito dato ai pentiti e le conseguenze negative che possono derivarne a carico di persone innocenti (erano gli anni del caso Tortora). 
In questi anni si avvicina, anche grazie alle idee comuni in fatto di riforma della giustizia, al Partito Radicale di Marco Pannella e Enzo Tortora, tanto da essere candidato nelle sue liste al Senato in occasione delle elezioni del 1987.
Nel 1988 pubblicava La degenerazione del processo penale in Italia (SugarCo editore) testimonianza della sua esperienza di penalista; il libro raccoglie e commenta una serie di casi di “ordinaria ingiustizia”.
Nel 1989 pubblicava Il nuovo codice di procedura penale: una riforma tradita (edizione Spirali Vel) con cui dimostrava che la riforma, nonostante l'affermazione di alcuni validi principi, non riusciva ad abolire il sistema inquisitorio a favore di quello accusatorio.
Nel 1991 pubblicava, per le edizioni Giuffrè, La chiamata di correo nella giurisprudenza con l'intento di seguire l'evoluzione (o l'involuzione?) del concetto di chiamata di correo fino all'entrata in vigore del nuovo codice, per poi raffrontarla alla nuova regolamentazione e trarne le conseguenze della necessaria prudenza nella valutazione della parola del socius criminis.
Fece più volte parte del Consiglio dell'Ordine degli Avvocati di Milano; fu Presidente della Camera Penale di Milano. Nel 1987 fu insignito dell'ambrogino d'oro. Dal 1994 al 1998 fece parte del Consiglio Superiore della Magistratura, quale membro laico  in quota Forza Italia (XII Legislatura, primo Governo Berlusconi), fu fermo sostenitore della necessità della separazione delle funzioni e delle carriere dei magistrati requirenti (Pubblici Ministeri) da quelle dei Giudici ["Nonostante la forza notevolissima della corporazione dei magistrati, io credo che si arriverà alla separazione; si arriverà magari attraverso un passaggio, 'separazione delle funzioni' ma tutti rimangono nell'Ordine giudiziario; o anche separazione più profonda; si arriverà a questo per una ragione semplicissima: perché gli abusi che stanno facendo alcuni Pubblici Ministeri che ormai si considerano intoccabili, sono tali, dunque, che non è possibile concepire che poi quel magistrato vada a fare il Giudice"- cfr. intervista a Radio radicale, giovedì 19 settembre 1996], denunciando apertamente e con forza le derive (corporativismo, abusi, privilegi e politicizzazione) in atto nell'ambito della Magistratura , e distinguendosi per l'indipendenza intellettuale e per la nettezza delle sue posizioni, anche di fronte ad ogni tentativo di uso- a suo giudizio- indebito della propria posizione e funzione da parte di membri della Magistratura.
Sostenne dal punto di vista laico la forte innovazione e la piena parità in varie tematiche della vita famigliare (rispetto al tradizionale ordine gerarchico): diritti dei coniugi, figli dentro e fuori dal matrimonio, maternità e aborto, sostanze stupefacenti e psicotrope, parità fra accusa e difesa nel giusto processo.
Fu il fratello maggiore di Arturo, esponente della Democrazia Cristiana e più volte deputato. Fu altresì il nonno materno di Elly Schlein, europarlamentare dal 2014 al 2019, Vicepresidente dell'Emilia-Romagna dal 2020 al 2022, e, dal 12 marzo 2023, segretaria nazionale del Partito Democratico.

## Opere
Viviani scrisse un gran numero di saggi per periodici e raccolte nonché i seguenti libri:
- La degenerazione del processo penale in Italia (1988 - SugarCo Editore);
- Il nuovo Codice di Procedura Penale: una riforma tradita (1989 - Edizioni Spirali Vel);
- La chiamata di correo nella giurisprudenza (1991, Edizioni Giuffrè);